# Кондей
Конде́й (яп. 健児, こんでい, «здоровань», «бугай») — вояки у стародавній японській «правовій державі» 8 — 10 століть, періоду Нара і Хей'ан.
Постали після ліквідації системи всеяпонської військової повинності та дивізій ґундан, сформованих з призовних японських селян.
Формально виконували функцію японської армії, проте за відсутності зовнішньої загрози займалися переважно охоронно-поліцейською діяльністю: захистом провінційних адміністрацій кокуфу, митниць і застав.
Набиралися з провінційної знаті, переважно дітей і молодших братів повітових урядників ґундзі.
Поступово зникли у 10 столітті через відсутність воєн та відносну законослухняність японського суспільства того часу. Частина влилася у ряди самураїв.
У 12 — 15 століттях термін кондей був синонімом піхотинця або самурайського слуги.